# Équitation aux Jeux olympiques de 1912

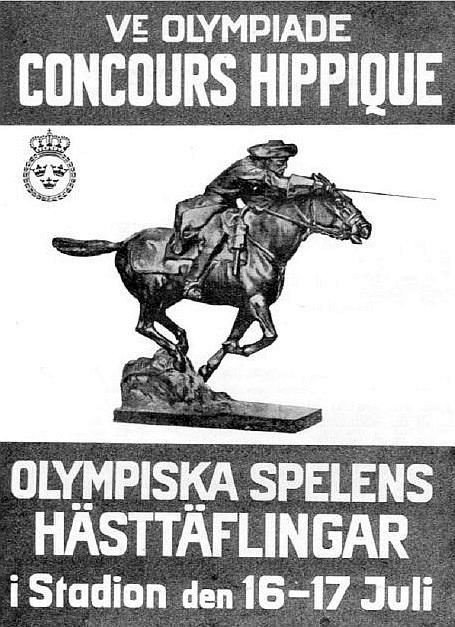
Affiche officielle du concours hippique des JO de 1908.

Navigation
Paris 1900 Anvers 1920
L'équitation est de retour aux Jeux olympiques de 1912 à Stockholm après deux éditions d’absence. Cette présence est le fait de la volonté et des efforts du comte Clarence von Rosen qui tente dès 1906 de réintroduire des disciplines équestres dans les Jeux olympiques. Après de longs échanges avec le comité international olympique, un comité est formé en 1910 afin de préparer en Suède l'organisation des épreuves équestres. À la suite du statut de l'absence de dotations pécuniaires lors de ces Jeux, le comité des sports équestres doit faire face à une importante problématique financière. Les sports équestres sont très coûteux et les transports des équidés nécessitent une subvention pour parvenir à attirer d'autres pays aux Jeux.
Cinq épreuves équestres se sont déroulées lors de ces Jeux olympiques : le concours complet individuel et par équipe, le dressage, le saut d’obstacles individuel et par équipe. Les épreuves se sont déroulées du 13 au 17 juillet 1912 sur trois sites dans et aux alentours de Stockholm : le stade olympique, Field Riding Club's Course et Lindarängen. Neuf nations participent aux épreuves équestres des jeux, représentées par 81 athlètes.
Sur les quinze médailles décernées, six sont remportées par la Suède, quatre par l'Allemagne et trois par la France. Le bilan financier est également considéré comme bon puisque les organisateurs dégagent un bénéfice des activités équestres.

## Contexte
Après l’édition de 1900, il faut attendre les Jeux olympiques de 1912 pour voir réapparaître les sports équestres parmi les épreuves présentes aux jeux. Cette longue absence s'explique par un hiatus du comité international olympique sur la discipline malgré les efforts du comte Clarence von Rosen. Dès 1906, lors du congrès du CIO à Athènes, il propose d'introduire aux Jeux olympiques les trois disciplines du dressage, du saut d’obstacles et du complet afin d'intéresser un public plus large et non militaire. La requête est bien accueillie et la cause semble acquise pour les Jeux olympiques de 1908. Clarence von Rosen établit alors les règles et réglementations des trois disciplines et huit pays se présentent d'ores et déjà pour participer aux épreuves équestres des jeux. Mais le comité international des sports équestres fait machine arrière à la dernière minute, repoussant la réapparition de l'équitation aux jeux de 1912 à Stockholm. C’est donc finalement lors de cette édition que les trois disciplines deviennent épreuves olympiques; épreuves déclinées sous un format qui subira peu de changement au cours des décennies.

## Organisation

### Comité d'organisation

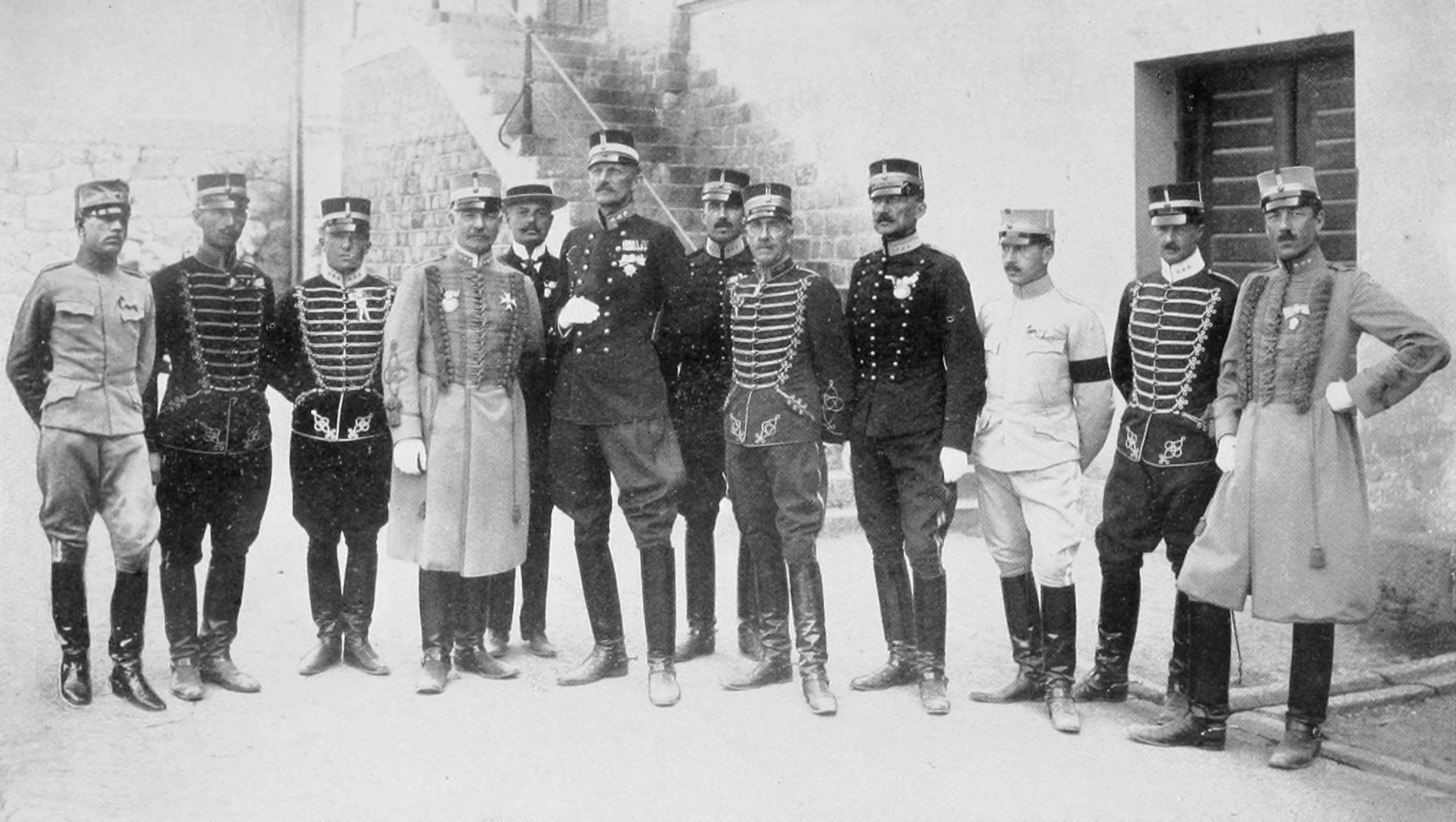
Les membres du comité des compétitions équestres des Jeux olympiques de 1912.

Un premier comité d’organisation des épreuves hippiques est formé à Stockholm en 1907 dans l’optique de faire entrer la discipline dans les Jeux de 1908. Mais après les déconvenues rencontrées, un comité préliminaire est constitué à l’automne 1909 qui prend sa forme définitive le 8 avril 1910 sous le nom de « The Committee for the Horse Riding Competitions of the Olympic Games of Stockholm » dans le cadre des Jeux de 1912. Ce comité est placé sous le patronage du prince Charles de Suède. Le rôle de secrétaire général est tenu par le comte Clarence von Rosen. La première mesure prise par le comité concerne l’obtention de fonds pour la rétribution des différents gagnants. Les frais engagés par les participants en termes de transport des cavaliers comme des équidés nécessitent en effet une compensation. Mais lors de la réunion du comité olympique suédois à Luxembourg le 11 juin 1910, il est statué qu’aucune rémunération financière ou récompense ne sera octroyée lors des Jeux. Ce nouvel élément impose au comité de revoir sa copie. La crainte de voir le nombre de participants baisser sensiblement faute de dotation est grande. Après un sondage auprès des pays voisins, il en ressort que la Grande-Bretagne, la Belgique, la France et l’Allemagne acceptent de participer sans gain octroyé. Quatre monarques européens se sont cependant laissé convaincre d'offrir des objets d'art aux gagnants des épreuves équestres, permettant l'obtention d'un prix important en plus des médailles et des diplômes. Les frais de transport, d’hébergement et les droits d’entrée sont également offerts par le comité suédois.

### Site des compétitions

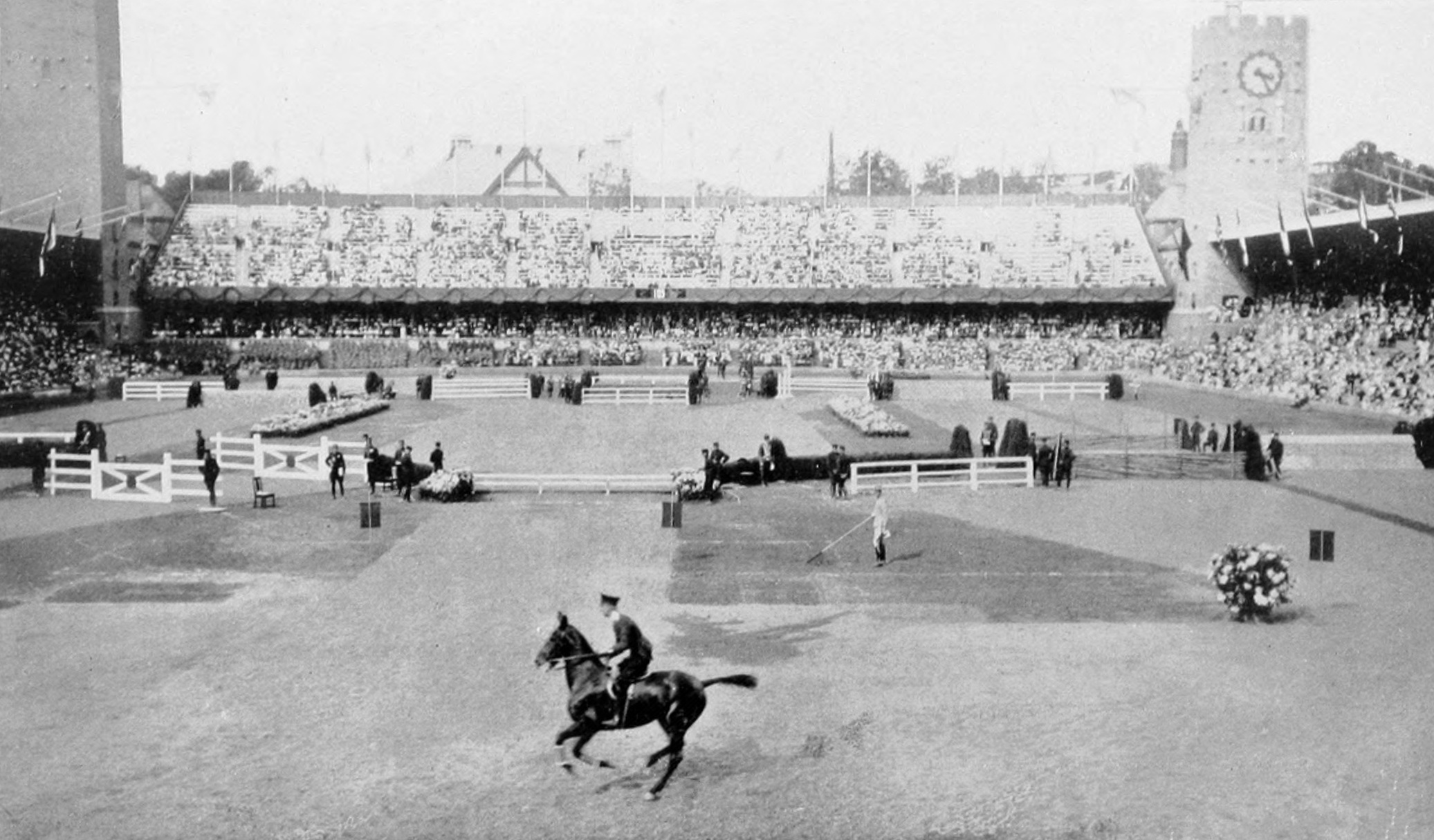
Vue du stade olympique lors de la compétition de saut d'obstacles.

Les épreuves équestres se déroulent sur différents lieux dans Stockholm même mais également dans ses environs : le stade olympique est utilisé pour le saut d'obstacles ainsi que les épreuves de dressage et de sauts du complet, le Field Riding Club's Course accueille les premières épreuves du complet et le dressage, et c'est à Lindarängen que se court le steeple-chase du complet,.

### Calendrier
Les épreuves équestres se sont déroulées du samedi 13 juillet au mercredi 17 juillet 1912 avec une journée sans épreuve, le 14 juillet, permettant aux cavaliers et chevaux de complet de se reposer après les deux premières épreuves de la compétition,,.
| Dressage individuel          |
| Saut d'obstacles individuel  |
| Saut d'obstacles par équipes |
| Concours complet individuel  |
| Concours complet par équipes |

|  | Jour de compétition |

## Participation
Lors de cette édition, neuf nations ont participé aux épreuves équestres des jeux, représentées par 81 athlètes. La Suède est tout naturellement le pays qui a présenté le plus d’athlètes lors de ces jeux avec 19 couples, suivi de l’Allemagne, de la France et de la Belgique avec respectivement 14, 11 et 10 couples engagés. On note également la participation exceptionnelle du Chili qui présente deux couples.
| - Allemagne (14) - Belgique (10) - Chili (2) - Danemark (5) - États-Unis (9) - France (11) - Grande-Bretagne (7) - Norvège (4) - Suède (19) |

## Épreuves
Cinq titres issus de trois disciplines sont disputés à l'occasion de ces Jeux olympiques de 1912.
| Discipline       | Individuel | Par équipe | Total |
| ---------------- | ---------- | ---------- | ----- |
| Dressage         | 1          |            | 1     |
| Saut d'obstacles | 1          | 1          | 2     |
| Concours complet | 1          | 1          | 2     |
| Total            | 3          | 2          | 5     |

## Compétition
Les jeux de 1912 présentent cinq épreuves équestres : le complet en individuel et par équipe, le dressage en individuel et le saut d'obstacles en individuel et par équipe,. Les cavaliers prenant part à la compétition sont encore exclusivement des officiers.

### Saut d’obstacles
Lors de cette édition des jeux olympiques, le saut d'obstacles a une forme proche du hunter moderne. Des pénalités sont octroyées pour chaque barre tombée, en cas de refus et de chute mais également si le couple touche la barre sans la faire tomber. L'épreuve de saut d'obstacles compte près de vingt-neuf sauts à réaliser et certains obstacles doivent être sautés plusieurs fois. La hauteur des obstacles n’excède pas 1,40 m. Un poids minimum de 75 kg porté par le cheval est demandé.

#### Individuel

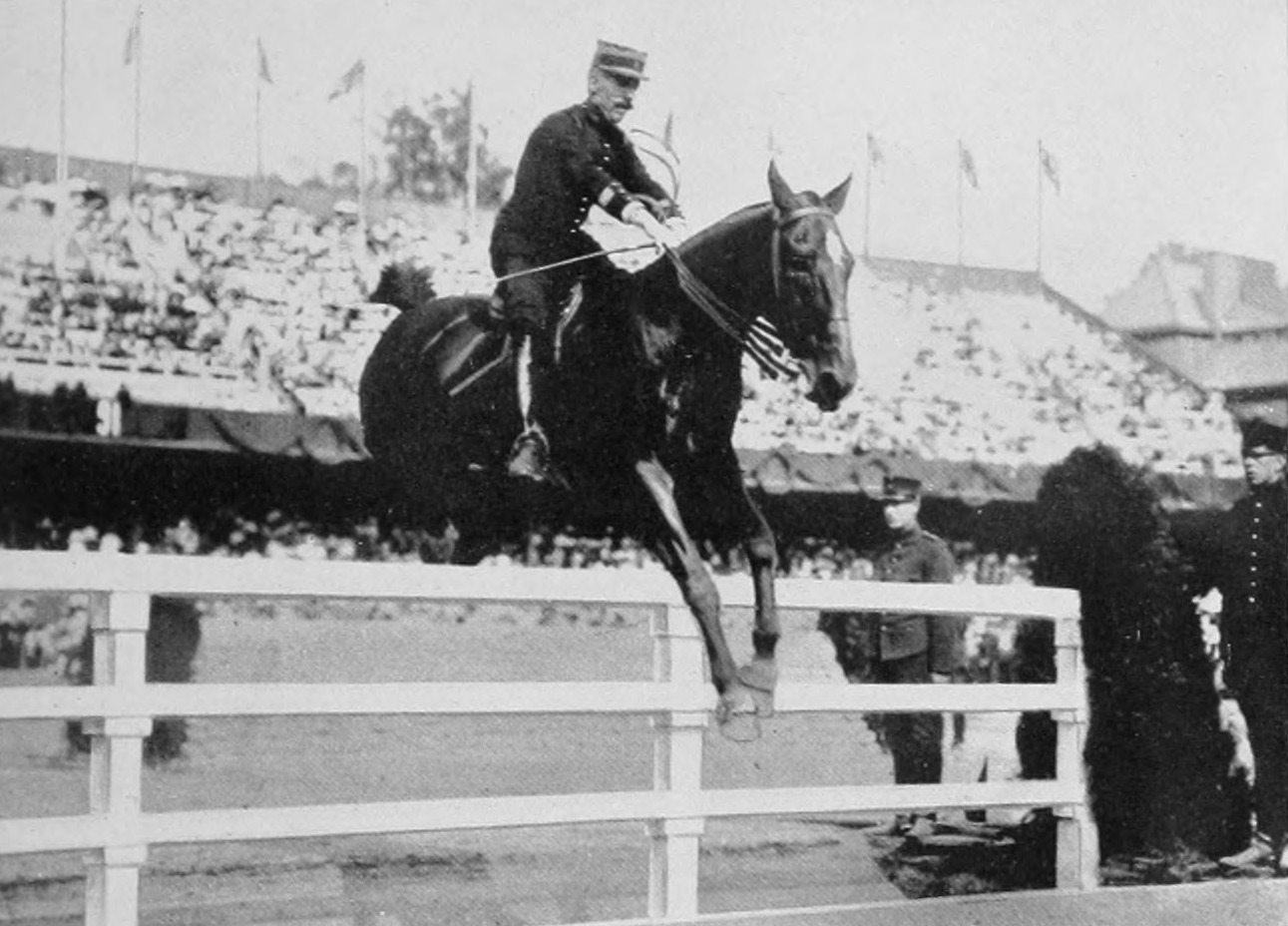
Jacques Cariou franchissant une barrière lors de la compétition de saut d'obstacles.

Le quota de participants par nation est fixé à six cavaliers et trois réservistes. Dans les pays engagés, seule la Suède atteint la limite. La Russie et l'Allemagne enregistrent six concurrents et deux réservistes, le Danemark présente six concurrents, la France et les États-Unis cinq cavaliers, la Belgique, la Grande-Bretagne et la Norvège quatre cavaliers et enfin le Chili deux cavaliers. Au début de la compétition seuls trente-et-un cavaliers prennent part à la compétition, le Danemark et les États-Unis s'étant retirés tout comme certains cavaliers français, belges, norvégiens et britanniques.
C'est le français Jacques Cariou avec son cheval Mignon qui gagne la médaille d'or en individuel avec 186 points. Il est suivi de près par l'allemand Rabod von Kröcher et Dohna qui totalisent également 186 points. Le titre olympique a cependant été décerné au français car ce dernier n'a fait que cinq fautes lors du barrage contre sept pour l'allemand. Le belge Emmanuel de Blommaert et son cheval Clomore terminent quant à eux à la troisième place avec 185 points.
| Médaille           | Nom                   | Pays      | Cheval  |
| ------------------ | --------------------- | --------- | ------- |
| Médaille d'or      | Jacques Cariou        | France    | Mignon  |
| Médaille d'argent  | Rabod von Kröcher     | Allemagne | Dohna   |
| Médaille de bronze | Emmanuel de Blommaert | Belgique  | Clomore |

#### Par équipe
Pour l'épreuve par équipe le maximum de participants est fixé à quatre cavaliers et deux réservistes. Si neuf nations passent des engagements pour la compétition, elles ne sont finalement que six à prendre la ligne de départ : l'Allemagne, la Russie, la Suède, la France, les États-Unis, et la Belgique.
La Suède gagne la médaille d'or par équipe avec 545 points. La France est médaille d'argent avec 538 points et enfin l'Allemagne termine en bronze avec 530 points.
| Médaille           | Pays      | Nom                                                                             |
| ------------------ | --------- | ------------------------------------------------------------------------------- |
| Médaille d'or      | Suède     | Gustaf Lewenhaupt, Gustaf Kilman, Hans von Rosen, Fredrik Rosencrantz           |
| Médaille d'argent  | France    | Pierre Dufour d'Astafort, Jacques Cariou, Ernest Meyer, Gaston Seigner          |
| Médaille de bronze | Allemagne | Sigismund Freyer, Wilhelm von Hohenau, Ernst Deloch, Frédéric-Charles de Prusse |

### Dressage

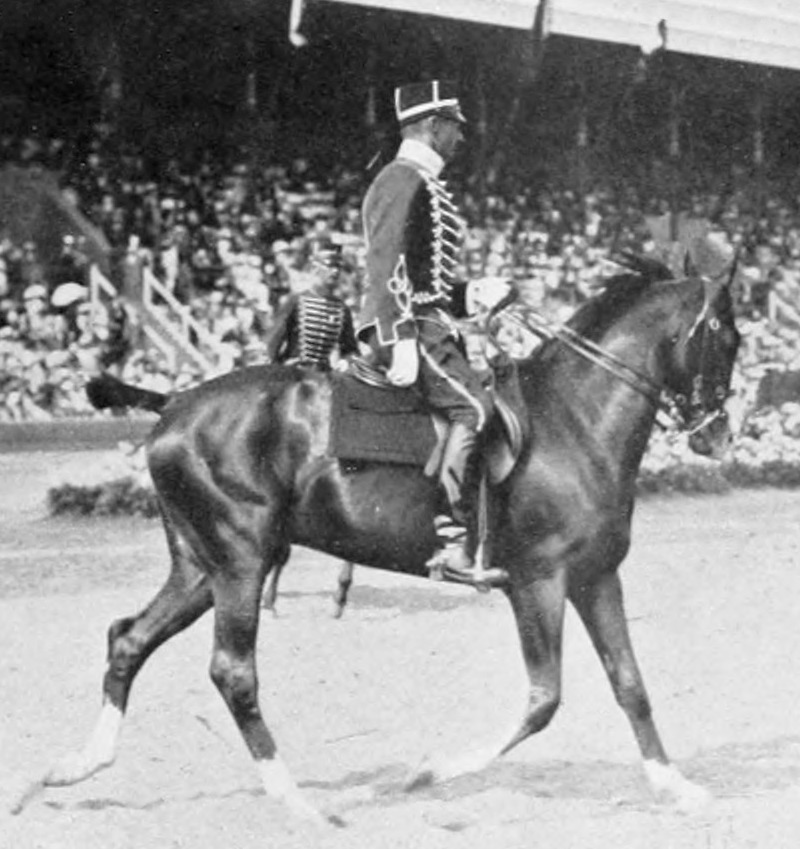
Carl Bonde lors de la compétition de dressage.

Les premières reprises présentées aux Jeux olympiques sont composées de changements d'allures, de direction, de cercles et de tours sur les hanches. L'objectif étant de démontrer le niveau de dressage des chevaux militaires, les concurrents doivent au terme de la reprise sauter également quatre obstacles allant jusqu'à 1,10 m de hauteur, un obstacle de volée de 3 m de large et également participer à un « test d’obéissance » dans lequel le cheval doit se déplacer à travers ou entre différents objets.
L'engagement à la compétition est fixé à six cavaliers et trois réservistes par pays. Neuf nations présentent des compétiteurs : la Suède, la France, l'Allemagne, la Belgique, le Danemark, les États-Unis, la Grande-Bretagne, la Russie et la Norvège. Seule la Suède engage le maximum de cavaliers possibles. Vingt-et-un cavaliers représentant huit nations prennent finalement le départ, la Grande-Bretagne ne prenant pas part à la compétition.
La Suède domine largement cette compétition avec trois de ses cavaliers aux trois premières places et deux autres à la 5e et 6e place. Le podium est donc exclusivement suédois : Carl Bonde et Emperor remportent l'or avec 15 points, Gustaf Adolf Boltenstern et Neptun l'argent avec 21 points, et enfin Hans von Blixen-Finecke et Maggie le bronze avec 32 points.
| Médaille           | Nom                      | Pays  | Cheval  |
| ------------------ | ------------------------ | ----- | ------- |
| Médaille d'or      | Carl Bonde               | Suède | Emperor |
| Médaille d'argent  | Gustaf Adolf Boltenstern | Suède | Neptun  |
| Médaille de bronze | Hans von Blicken-Finecke | Suède | Maggie  |

### Concours complet

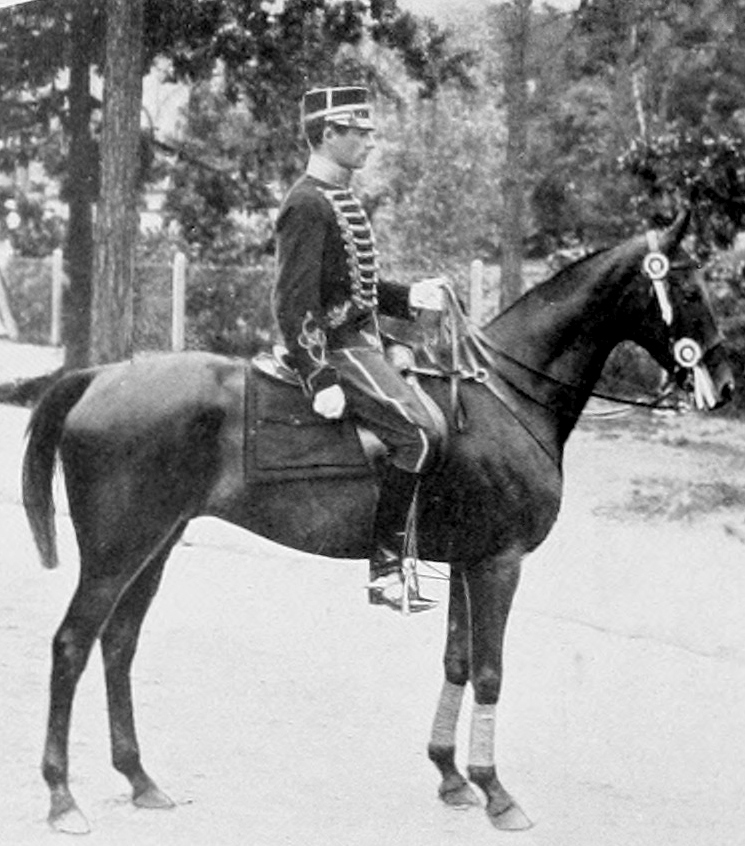
Axel Nordlander et Lady Artist lors des jeux de 1912.

En 1912, l'épreuve est nommée « military » en référence à l'objectif premier de la discipline. Le premier jour débute par une course d'endurance de 50 km suivi d'un parcours de cross de 5 km. Après une journée de repos, les concurrents doivent ensuite participer à une course de vitesse sur 3 500 m comportant dix obstacles. Le jour suivant a lieu l'épreuve d'obstacles qui comporte quinze obstacles à franchir d'un maximum de 1,30 m de haut et de 3 m de large. L'épreuve de dressage, le dernier jour du concours, est semblable à l'épreuve individuelle. Chaque cheval doit porter tout au long du concours un poids minimum de 80 kg. Les conditions météorologiques s'avèrent très difficiles au cours de la compétition avec une forte chaleur et un terrain très dur.
Sept nations engagent la compétition. Le nombre maximum de compétiteurs est fixé à quatre cavaliers et deux réservistes. Le Danemark, l'Allemagne et la Suède présentent le maximum de couples admis. Les États-Unis et la France engagent quant à eux quatre cavaliers et un réserviste. La Belgique et la Grande-Bretagne ont quatre cavaliers. Le premier jour de la compétition, toutes les nations alignent quatre cavaliers au départ, à l'exception du Danemark qui n'en présente que trois.

#### Individuel
Le titre individuel est remporté par le suédois Axel Nordlander et sa jument Lady Artist avec un total de 46.59 points. Il est suivi par Friedrich von Rochow et Idealist pour l'Allemagne qui totalisent 46.42 points. Le français Jacques Cariou et sa jument Cocotte termine 3e avec 46.32 points.
| Médaille           | Nom                  | Pays      | Cheval      |
| ------------------ | -------------------- | --------- | ----------- |
| Médaille d'or      | Axel Nordlander      | Suède     | Lady Artist |
| Médaille d'argent  | Friedrich von Rochow | Allemagne | Idealist    |
| Médaille de bronze | Jacques Cariou       | France    | Cocotte     |

#### Par équipe
C'est l'équipe suédoise qui remporte le titre olympique avec 139.06 points. L'Allemagne est médaille d'argent avec 138.48 points et les États-Unis sont médaille de bronze avec 137.33 points.
| Médaille           | Pays       | Nom                                                                              |
| ------------------ | ---------- | -------------------------------------------------------------------------------- |
| Médaille d'or      | Suède      | Axel Nordlander, Nils Adlercreutz, Ernst Casparsson, Henric Horn af Åminne       |
| Médaille d'argent  | Allemagne  | Friedrich von Rochow, Richard von Schaesberg, Eduard von Lütcken, Carl von Moers |
| Médaille de bronze | États-Unis | Ben Lear, John Montgomery, Guy Henry, Ephraim Graham                             |

## Médailles

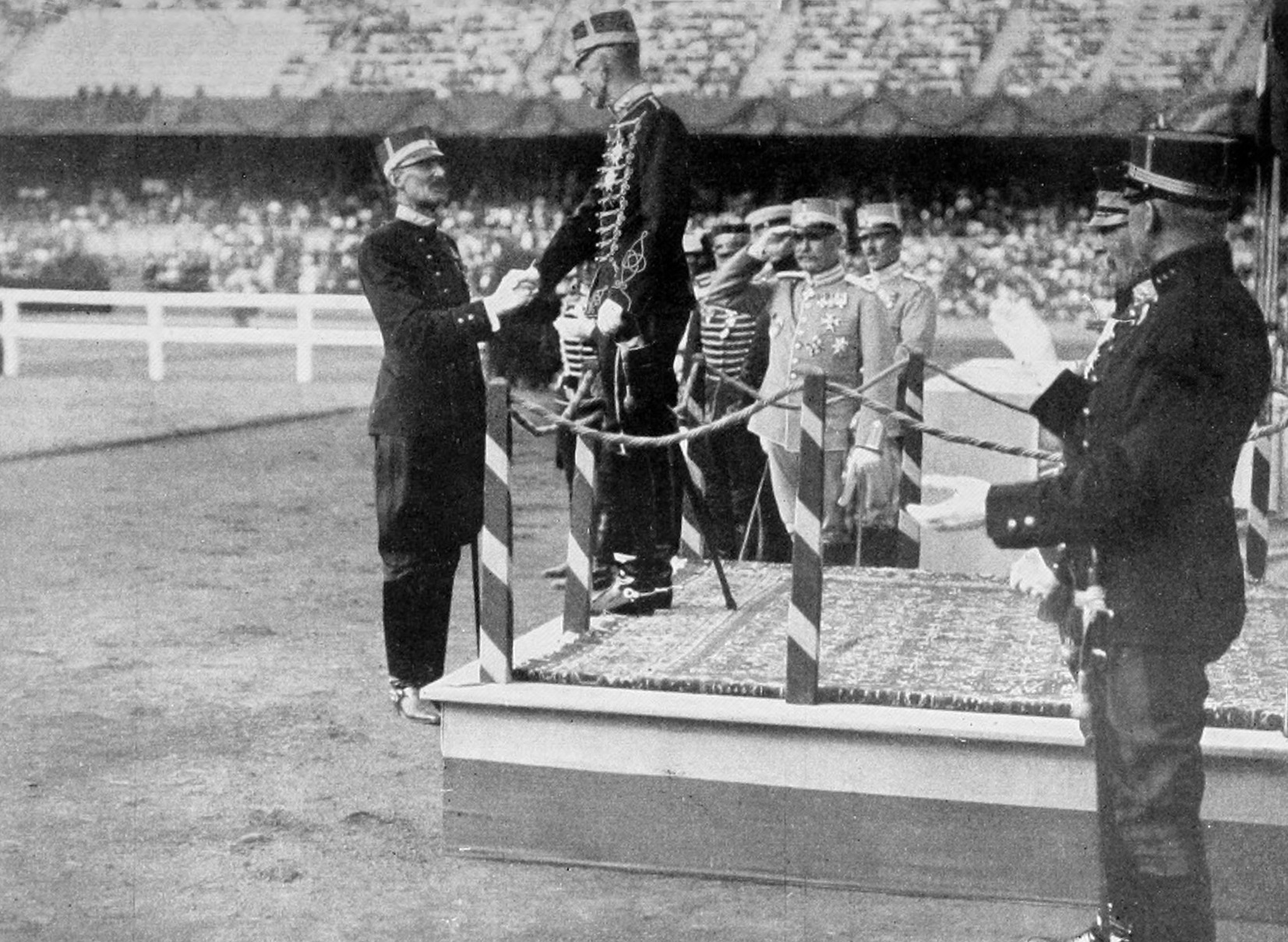
Le roi Gustave V de Suède à la remise des prix.

La remise des prix et des médailles est effectuée par le roi de Suède Gustave V à l'issue de la compétition de saut d'obstacles. La Suède remporte le plus grand nombre de médailles lors de ces compétitions équestres avec six médailles dont quatre en or. Elle est suivie par l'Allemagne qui remporte quatre médailles et la France qui en gagne trois.
| Rang | Pays       | Médaille d'or | Médaille d'argent | Médaille de bronze | Total |
| 1    | Suède      | 4             | 1                 | 1                  | 6     |
| 2    | France     | 1             | 1                 | 1                  | 3     |
| 3    | Allemagne  | 0             | 3                 | 1                  | 4     |
| 4    | Belgique   | 0             | 0                 | 1                  | 1     |
|      | États-Unis | 0             | 0                 | 1                  | 1     |

## Bilan
Le bilan économique des compétitions équestres est particulièrement bon. Les dépenses engagées ont certes été supérieures au budget de 100 000 couronnes fixées avec un réalisé de 103 992 couronnes, mais les revenus issus des ventes de billets pour les compétitions équestres s’élèvent à 123 540 couronnes avec des prix de vente variés à 5, 10 ou 20 couronnes par jour de compétition. Le bénéfice réalisé s'élève ainsi à 19 548 couronnes.